# Прибутковий будинок Лащ
Прибутковий будинок О. Е. Лащ (рос. Доходный дом А. Э. Лащ) (інша назва — Прибутковий будинок А. П. Ливус (рос. Доходный дом А. П. Ливус)) — будівля в Ростові-на-Дону, розташоване на Пушкінській вулиці (будинок 75) навпроти Парку культури і відпочинку імені Максима Горького. Будинок побудував на початку XX століття Олександр Едмундович Лащ. Найбагатші квартири прибуткового будинку виходили вікнами на вулицю Пушкінську, менш престижні — у двір. В даний час це багатоквартирний житловий будинок. Рішенням Ростовської-на-дону міської думи номер 34 від 23 вересня 1997 року «Про оголошення нерухомих пам'яток історії та культури міста Ростова-на-Дону під охороною органів місцевого самоврядування» прибутковий будинок Лащ отримав статус об'єкта культурної спадщини регіонального значення.

## Архітектура
Фасад прибуткового будинку розташований по червоній лінії вулиці Пушкінській. Будівля має чотири поверхи і мансарду. В оформленні фасаду присутні мотиви готики. Вертикальне членування фасаду створюється завдяки двом крайнім раскреповкам, прикрашеним з боків колонами. Розкріповки завершуються щипцевих фронтонами. Над дверима парадного входу розташовані невеликі декоративні колони і рослинний орнамент. Віконні отвори прикрашені замковими каменями. Між третім і четвертим поверхами фасад прикрашений поясом з рослинним орнаментом. П'ятий поверх — мансардний, зі слуховими вікнами.